# الکساندر گونچاروف
الکساندر گونچاروف (روسی: Александр Гончаров؛ ۲۷ مارس ۱۹۵۹ – ۱۹ ژوئن ۱۹۹۰) بازیکن هاکی روی چمن اهل اتحاد جماهیر شوروی سوسیالیستی بود.او که با تیم ملی خود مدال برنز را در بازی‌های المپیک تابستانی ۱۹۸۰ در مسکو به دست آورد در هند (طلا) و در اسپانیا (نقره)کسب کرد.